# Прдуша Вела
Прдуша Вела је ненасељено острвце у хрватском дијелу Јадранског мора. Налази се у Корнатском архипелагу. Његова површина износи 0,045 km². Дужина обалне црте износи 1,25 km.